# Antonio Malfante
Antonio Malfante (mort en 1450) est un commerçant génois, connu pour avoir effectué un des premiers raids transsahariens.

## Biographie
Au service de la Banque Centurione, compagnie commerciale de Gênes, il traverse le Sahara avec des Touaregs de 1446 à 1450. Résidant à Tombouctou (1447), il visite Touat, décrit le fleuve Niger et meurt à Majorque en 1450. 

## Œuvres
- Voyage au Touat
- Lettera di un mercante genovese (en latin)